# Abel Casquete
Abel Casquete Rodríguez (Guayaquil, Ecuador; 8 de agosto de 1997) es un futbolista ecuatoriano. Juega como centrocampista y su equipo actual es Cajamarca de la Segunda División del Perú.

## Trayectoria

### River Plate
En el año 2009 River Plate compró parte del pase de Abel a la academia de fútbol Alfaro Moreno. Inició formando parte de la octava categoría.
El 18 de julio de 2015 debutó en River Plate ingresando desde el banco de suplentes, con 17 años, frente a Atlético de Rafaela. En dicho partido, asistió a Fernando Cavenaghi, para que este marcara uno de los 4 goles en la victoria del equipo millonario por 5-1.

### Barcelona S. C.
Fue prestado por una temporada. En este periodo anotó un gol con el equipo ecuatoriano.

### Universidad Católica (Ecuador)
Fue prestado hasta diciembre de 2017. 

### Deportivo Morón
El 20 de junio de 2018 firmó a préstamo con el Club Deportivo Morón por una temporada. Sin haber debutado en la primera del club rescindió su contrato en octubre de 2018.

### Zulia F. C.
El 7 de enero de 2019, tras rescindir su contrato con River Plate, se convirtió en el primer jugador ecuatoriano en jugar para el cuadro petrolero venezolano.
En el 2023 llega a Los Chankas para afrontar la Liga 2, fue elegido el mejor jugador del club y logró el ascenso a Primera División. En el 2024 no pudo reafirmar su buena temporada en Liga 2, siendo un jugador intermitente en la temporada. A final de año no renovaría su contrato.

## Selección nacional

### Categorías inferiores

#### Participaciones en Sudamericanos
| Torneo                      | Sede      | Resultado    | Partidos | Goles |
| --------------------------- | --------- | ------------ | -------- | ----- |
| Sudamericano Sub-17 de 2013 | Argentina | Primera fase | 4        | 0     |

## Estadísticas

### Clubes
Actualizado al último partido disputado el 3 de noviembre de 2024.
| Club                           | Div.                | Temporada           | Liga  | Liga  | Liga   | Copas nacionales | Copas nacionales | Copas nacionales | Copas internacionales | Copas internacionales | Copas internacionales | Total | Total | Total  | Total |
| Club                           | Div.                | Temporada           | Part. | Goles | Asist. | Part.            | Goles            | Asist.           | Part.                 | Goles                 | Asist.                | Part. | Goles | Asist. | Prom. |
| ------------------------------ | ------------------- | ------------------- | ----- | ----- | ------ | ---------------- | ---------------- | ---------------- | --------------------- | --------------------- | --------------------- | ----- | ----- | ------ | ----- |
| River Plate Argentina          | 1.ª                 | 2015                | 3     | 0     | 1      | 0                | 0                | 0                | 0                     | 0                     | 0                     | 3     | 0     | 1      | 0.0   |
| River Plate Argentina          | 1.ª                 | 2016                | 0     | 0     | 0      | 0                | 0                | 0                | 0                     | 0                     | 0                     | 0     | 0     | 0      | 0.0   |
| River Plate Argentina          | 1.ª                 | 2016-17             | 0     | 0     | 0      | 0                | 0                | 0                | 0                     | 0                     | 0                     | 0     | 0     | 0      | 0.0   |
| River Plate Argentina          | 1.ª                 | 2017-18             | 0     | 0     | 0      | 0                | 0                | 0                | 0                     | 0                     | 0                     | 0     | 0     | 0      | 0.0   |
| River Plate Argentina          | Total club          | Total club          | 3     | 0     | 1      | 0                | 0                | 0                | 0                     | 0                     | 0                     | 3     | 0     | 1      | 0.0   |
| Barcelona S. C. · Ecuador      | 1.ª                 | 2017                | 4     | 1     | 0      | 0                | 0                | 0                | 0                     | 0                     | 0                     | 4     | 1     | 0      | 0.25  |
| Barcelona S. C. · Ecuador      | Total club          | Total club          | 4     | 1     | 0      | 0                | 0                | 0                | 0                     | 0                     | 0                     | 4     | 1     | 0      | 0.25  |
| Universidad Católica · Ecuador | 1.ª                 | 2017                | 5     | 0     | 0      | 0                | 0                | 0                | 0                     | 0                     | 0                     | 5     | 0     | 0      | 0.0   |
| Universidad Católica · Ecuador | Total club          | Total club          | 5     | 0     | 0      | 0                | 0                | 0                | 0                     | 0                     | 0                     | 5     | 0     | 0      | 0.0   |
| Deportivo Morón Argentina      | 2.ª                 | 2018-19             | 0     | 0     | 0      | 0                | 0                | 0                | 0                     | 0                     | 0                     | 0     | 0     | 0      | 0.0   |
| Deportivo Morón Argentina      | Total club          | Total club          | 0     | 0     | 0      | 0                | 0                | 0                | 0                     | 0                     | 0                     | 0     | 0     | 0      | 0.0   |
| Zulia F. C. · Venezuela        | 1.ª                 | 2019                | 32    | 2     | 3      | 0                | 0                | 0                | 7                     | 1                     | 0                     | 39    | 3     | 3      | 0.08  |
| Zulia F. C. · Venezuela        | Total club          | Total club          | 32    | 2     | 3      | 0                | 0                | 0                | 7                     | 1                     | 0                     | 39    | 3     | 3      | 0.08  |
| Orense · Ecuador               | 1.ª                 | 2020                | 12    | 2     | 2      | —                | —                | —                | —                     | —                     | —                     | 12    | 2     | 2      | 0.17  |
| Orense · Ecuador               | Total club          | Total club          | 12    | 2     | 2      | 0                | 0                | 0                | 0                     | 0                     | 0                     | 12    | 2     | 2      | 0.17  |
| Guayaquil City · Ecuador       | 1.ª                 | 2021                | 12    | 0     | 3      | —                | —                | —                | 2                     | 0                     | 0                     | 14    | 0     | 3      | 0.0   |
| Guayaquil City · Ecuador       | Total club          | Total club          | 12    | 0     | 3      | 0                | 0                | 0                | 2                     | 0                     | 0                     | 14    | 0     | 3      | 0.0   |
| Deportivo Coopsol · Perú       | 2.ª                 | 2022                | 24    | 4     | 5      | —                | —                | —                | —                     | —                     | —                     | 24    | 4     | 5      | 0.17  |
| Deportivo Coopsol · Perú       | Total club          | Total club          | 24    | 4     | 5      | 0                | 0                | 0                | 0                     | 0                     | 0                     | 24    | 4     | 5      | 0.17  |
| Los Chankas · Perú             | 2.ª                 | 2023                | 26    | 6     | 8      | —                | —                | —                | —                     | —                     | —                     | 26    | 6     | 8      | 0.23  |
| Los Chankas · Perú             | 1.ª                 | 2024                | 26    | 2     | 0      | —                | —                | —                | —                     | —                     | —                     | 26    | 2     | 0      | 0.08  |
| Los Chankas · Perú             | Total club          | Total club          | 52    | 8     | 8      | 0                | 0                | 0                | 0                     | 0                     | 0                     | 52    | 8     | 8      | 0.15  |
| Cajamarca · Perú               | 2.ª                 | 2025                | 0     | 0     | 0      | —                | —                | —                | —                     | —                     | —                     | 0     | 0     | 0      | 0     |
| Cajamarca · Perú               | Total club          | Total club          | 0     | 0     | 0      | 0                | 0                | 0                | 0                     | 0                     | 0                     | 0     | 0     | 0      | 0     |
| Total en su carrera            | Total en su carrera | Total en su carrera | 144   | 17    | 22     | 0                | 0                | 0                | 9                     | 1                     | 0                     | 153   | 18    | 22     | 0.12  |
| 1.                             |                     |                     |       |       |        |                  |                  |                  |                       |                       |                       |       |       |        |       |

## Palmarés

### Campeonatos internacionales
| Título            | Club        | Año  |
| ----------------- | ----------- | ---- |
| Copa Libertadores | River Plate | 2015 |
| Copa Suruga Bank  | River Plate | 2015 |

## Técnica
Es un enganche habilidoso con gran pegada que llama la atención a la hora de eludir. Fue una de las figuras de la séptima de River Plate en el último torneo, donde pudieron consagrarse y afirmó que se merecían el campeonato.